# Validation des acquis
Pour les articles homonymes, voir Validation (homonymie) et VAP.
En France, la validation des acquis est une procédure qui permet aux individus ayant suffisamment d'expérience professionnelle d'obtenir des diplômes, titres ou certificats de qualification professionnelle, ou d'accéder à des formations supérieures. Elle regroupe les dispositifs d'ingénieur diplômé par l'État, de validation des acquis professionnels (VAP) et de validation des acquis de l'expérience (VAE).

## Historique
La validation des acquis apparaît en France en 1985 puis en 1992 sous la forme de la validation des acquis professionnels (VAP). Elle est relancée et élargie en 2002 par la validation des acquis de l'expérience (VAE), qui s'additionne à la première. De 2002 à 2015, le dispositif de VAE a permis de certifier près de 330 000 personnes, soit un peu plus de 25 000 par an (nombre en baisse à partir de 2011).

## Dispositifs existants

### Ingénieur diplômé par l'État
Un dispositif spécifique plus ancien, fondé sur une loi du 10 juillet 1934 (Code de l'éducation L 642-9) et régi par un décret du 16 mai 1975, permet de délivrer le titre d'ingénieur diplômé par l'État à des techniciens justifiant de cinq années de pratique professionnelle dans des fonctions communément confiées à des ingénieurs.

### Validation des acquis professionnels (VAP)
La validation des études, expériences professionnelles ou acquis personnels en vue de l'accès aux différents niveaux de l'enseignement supérieur, ou « VAP 85 », permet un accès dérogatoire aux différents niveaux de formations de l'enseignement supérieur, par validation des études, des expériences professionnelles ou des acquis personnels.
- Peuvent donner lieu à validation[1] :
  - toute formation suivie par le candidat dans un établissement ou une structure de formation publique ou privée, quels qu'en aient été les modalités, la durée et le mode de sanction ;
  - l'expérience professionnelle acquise au cours d'une activité salariée ou non, ou d'un stage ;
  - les connaissances et les aptitudes acquises lors de tout système de formation.

### Validation des acquis de l'expérience (VAE)
La validation des acquis de l'expérience (VAE) a été mise en place par la loi de modernisation sociale du 17 janvier 2002, sous l'impulsion de Vincent Merle, directeur du cabinet de la secrétaire d'État à la formation professionnelle, Nicole Péry. Elle est régie par les articles l-613-3 et suivants du Code de l'éducation français.
La validation des acquis de l'expérience, ou « VAE 2002 », permet à toute personne de faire valider les acquis de son expérience professionnelle (salariée, non salariée, bénévole), en vue de l'obtention d'une certification : diplômes de l'Éducation nationale et de l'enseignement supérieur (du CAP au doctorat en passant par le BEP, les différents bacs, BTS, DUT etc.), diplômes de la Jeunesse et des Sports (BAPAAT, BEATEP, BPJEPS, DEJEPS, DESJEPS, BEES), diplômes de l'agriculture (du CAPA au brevet de technicien supérieur agricole (BTSA), diplômes du secteur sanitaire et social (diplôme d'État d'auxiliaire de vie sociale, diplôme d'État de Moniteur Éducateur, diplôme d'État d'Éducateur Spécialisé, etc.), diplômes des affaires culturelles (dans le domaine de la danse, des arts plastiques, de la musique etc.), diplômes des affaires maritimes, titres professionnels du ministère du Travail notamment par le biais de l'association pour la formation professionnelle des adultes (Afpa) ou de branches professionnelles, diplômes d'enseignement supérieur privé régis par le titre III Livre VII du code de l'éducation. Toutes les certifications sont accessibles par la VAE.
Peuvent donner lieu à validation, les acquis de l'expérience correspondants aux activités salariées, non salariées ou bénévoles (par exemple, associatives ou syndicales), d'une durée minimum d'un an. Ces acquis doivent correspondre en tout ou partie aux compétences répertoriées dans le référentiel de la certification visée.
Trois types de décisions peuvent être prises par le jury de validation :
- la reconnaissance directe du titre, diplôme ou certificat demandé par le candidat ;
- la reconnaissance sous conditions du titre, diplôme ou certificat demandé par le candidat. Dans cette hypothèse le candidat doit préalablement satisfaire à l'obligation d'acquérir certaines compétences, ce qui en général se traduit par l'obligation de suivre un ou plusieurs modules de formation faisant partie de l'enseignement propre à l'obtention du diplôme visé. La reconnaissance du titre intervenant donc dans un second temps ;
- l'admission du candidat à suivre le cursus conduisant au titre visé dans une année d'étude donnée. Par exemple un candidat sera admis directement en troisième année de licence, à charge pour lui de la réussir pour obtenir le diplôme visé dans les conditions habituelles. Dans cette hypothèse, soit le candidat réussit à être diplômé, soit les choses restent en l'état.

## Accompagnement
Quelle que soit la certification visée, les salariés peuvent bénéficier d'un congé de VAE de 24 heures, consécutives ou non, et ainsi bénéficier d'un accompagnement facultatif en vue de faciliter leur démarche de validation. Pour l'ensemble des diplômes et certificats de qualification, la personne (candidat libre ou salarié) peut se rapprocher d'un organisme pour être accompagnée. Dans le cas d'un accompagnement, celui-ci peut être assuré soit par le certificateur (ministères concernés, universités), soit par un autre opérateur, par exemple les instituts de formation pour les diplômes en travail social. Pour les titres professionnels du Ministère du travail, l'accompagnement des candidats à la validation des acquis de l'expérience est organisé par les cellules techniques de validation et comporte :
- une information individuelle ou collective ;
- une aide personnalisée à l'élaboration du dossier de candidature : définition de l'objectif de validation au vu de l'expérience et constitution du dossier;
- un accompagnement dans la procédure : choix des certificats de compétences professionnelles, le cas échéant positionnement, identification des preuves dont dispose le candidat, élaboration du plan d'action ;
- une valorisation des résultats et un suivi du plan d'action.

Dans tous les cas, le dossier constitué doit être déposé auprès du rectorat et soumis à une entrevue auprès d'un comité de spécialistes (professeurs) pour les diplômes de l’Éducation Nationale. Pour les titres professionnels délivrés par le Ministère du Travail, c'est la Direction régionale de l'économie, de l'emploi, du travail et des solidarités (DIRECCTE) qui se prononce sur la recevabilité du dossier.

## Avantages
- Pour les entreprises : reconnaissance du rôle formateur de l'entreprise ; moyen de réduire les temps et les coûts de formation ; certification de l'entreprise grâce à la reconnaissance de la qualification de son personnel ; outil au service de l'adaptation des compétences et de la gestion des ressources humaines.
- Pour les particuliers et les salariés : moyen de reconnaissance officielle des compétences acquises par l'expérience professionnelle, personnelle, associative ; aide à la conduite du parcours professionnel et de ses évolutions ; accès facilité aux diplômes et à la reprise d'études ; gain de temps et d'investissement personnel et financier.

Les deux procédures ont en commun que les acquis doivent concerner au moins une période de trois ans.

## Vocabulaire
On désigne généralement en France par acquis de l'expérience les compétences professionnelles acquises dans l'exercice d'une activité salariée, non-salariée ou bénévole en rapport direct avec le contenu du diplôme et utilisée au titre de la validation (décret 2002-615 du 26 avril 2002).
Au Québec, on utilise le terme d'acquis expérientiels pour désigner la somme des connaissances et des compétences acquises par une personne à l'extérieur des systèmes éducatif et de formation professionnelle, le plus souvent dans le milieu du travail ou dans des activités extra-professionnelles.